# Blindenmarkt
Blindenmarkt je městys v Rakousku ve spolkové zemi Dolní Rakousy v okrese Melk. Žije zde přibližně 2 700 obyvatel.

## Geografie

### Geografická poloha
Blindenmarkt se nachází ve spolkové zemi Dolní Rakousy v regionu Mostviertel. Rozloha území městyse činí 16,96 km².

### Části obce
Území městyse Blindenmarkt se skládá ze čtyř částí (v závorce uveden počet obyvatel k 1. 1. 2015):
- Atzelsdorf (143)
- Blindenmarkt (1 985)
- Kottingburgstall (426)
- Weitgraben (34)

### Sousední obce
- na severu: St. Martin-Karlsbach
- na východě: Neumarkt an der Ybbs
- na jihu: Ferschnitz
- na západě: St. Georgen am Ybbsfelde

## Politika

### Obecní zastupitelstvo
Obecní zastupitelstvo se skládá z 21 členů. Od komunálních voleb v roce 2015 zastávají následující strany tyto mandáty:
- 11 ÖVP
- 7 FPÖ
- 2 SPÖ
- 1 FW

### Starosta
Nynějším starostou městyse Blindenmarkt je Franz Wurzer ze strany ÖVP.